# Bert Kaempfert
Bert Kaempfert (Hamburgo, 16 de outubro de 1923 - Majorca, 21 de junho de 1980) foi um alemão líder de orquestra, multi-instrumentista, produtor musical, arranjador e compositor. Ele fez gravações fáceis de ouvir e orientadas para o jazz e escreveu a música para uma série de canções conhecidas, incluindo " Strangers in the Night" e "Moon Over Naples".

## Discografia
Os títulos são para lançamentos europeus; o lançamento dos EUA pode ter um título diferente.

### Singles nos EUA
- "Cerveza" (EUA #108, Music Vendor, 1959, seu primeiro single nas paradas dos EUA; remarcado EUA # 73, 1961)
- "Wonderland by Night" (EUA #1, 1961)
- "Tenderly" (EUA #31, 1961)
- "Now and Forever" (EUA #48, AC #14, 1961)
- "A Swingin' Safari" (1962)
- "Afrikaan Beat" (EUA #42, AC #10, 1962)
- "That Happy Feeling" (EUA #67, 1962)
- '"Livin' it Up" (1963)
- "Holiday for Bells" (1963)
- "Red Roses for a Blue Lady" (EUA #11, AC #2, 1965)
- "Three O'Clock in the Morning" (EUA #33, AC #10, 1965)
- "Moon Over Naples" (EUA #59, AC #6, 1965)
- "Bye Bye Blues" (EUA #54, AC #5, 1966)
- "Strangers in the Night" (AC #8, 1966)
- "I Can't Give You Anything But Love" (EUA #100, AC #6, 1966)
- "Hold Me" (AC #37, 1967)
- "Talk" (AC #39, 1967)
- "Caravan" (AC #10, 1968)
- "The First Waltz" (AC #30, 1968)
- "Mister Sandman" (AC #12, 1968)
- "(You Are) My Way of Life" (AC #17, 1968)
- "Jingo Jango"
- "Games People Play" (AC #30, 1969)
- "The Maltese Melody" (1969)
- "Someday We'll Be Together" (AC #27, 1970)
- "Sweet Caroline (Good Times Never Seemed So Good)" (AC #24, 1971)
- "Love Theme" (1970)
- "Only a Fool (Would Lose You)" (1972) - uma breve incursão na música com palavras adequadas.

### Álbuns
- April in Portugal (1958)
- Ssh! It's Bert Kaempfert & His Orchestra(1959)
- Combo Capers (1960)
- Wonderland by Night (1960)
- The Wonderland of Bert Kaempfert (1961)
- Dancing in Wonderland (1961)
- Afrikaan Beat and Other Favorites (1962)
- With a Sound in My Heart (1962)
- A Swingin' Safari (1962)
- That Happy Feeling (1962)
- 90 Minuten nach Mitternacht (1962)
- Dreaming in Wonderland (1963)
- Living It Up (1963)
- Christmas Wonderland (1963)
- That Latin Feeling (1964)
- Blue Midnight (1964)
- Let's Go Bowling (1964)
- The Magic Music of Far Away Places (1965)
- Love Letters (1965)
- Bye Bye Blues (1965)
- Three O'Clock in the Morning (1965)
- A Man Could Get Killed (1966)
- Strangers in the Night (1966)
- Greatest Hits (1966)
- Hold Me (1967)
- The World We Knew (1967)
- Bert Kaempfert's Best (1967)
- Bert Kaempfert/Pete Fountain (MCA Double Star Series DL 734698) (1967)
- Love That Bert Kaempfert (1968)
- My Way of Life (1968)
- Ivo Robic singt Kaempfert-Erfolge (com Ivo Robic, 1968)
- One Lonely Night (1969)
- Traces of Love (1969)
- The Kaempfert Touch (1970)
- Free and Easy (1970)
- Orange Coloured Sky (1971)
- Bert Kaempfert Now! (1971)
- 6 Plus 6 (1972)
- Yesterday and Today (1973)
- To the Good Life (1973)
- Greatest Hits Volume 2 (1973)
- The Most Beautiful Girl (1974)
- Gallery (1974)
- Live in London (1974)
- Golden Memories (1975)
- Forever My Love (1975)
- Kaempfert '76 (1976)
- Safari Swings Again (1977)
- Tropical Sunrise (1977)
- Swing (1978)
- In Concert (com Sylvia Vrethammar, 1979; também lançado em vídeo)
- Smile (1979)